# Джордж Грін
Джордж Грін (англ. George Green; 14 липня 1793 — 31 травня 1841) — англійський математик, який зробив внесок у значну кількість розділів математичної фізики.
Найважливіший і найвідоміший його твір[джерело?]: «An essay on the application of mathematical analysis to the theories of electricity and magnetism» (Досвід застосування математичного аналізу до теорій електрики і магнетизму) було надруковано 1828 року.  У 1839-у Ґріна  було обрано членом коледжу в Кембриджі. Нечисленні, але надзвичайно важливі для математичної фізики праці його зібрані і видані в 1871 році Феррерзом під заголовком «Mathematical papers of the late George Green» (Лондон). Тут, крім вищезгаданого твору, містяться ще такі статті: «Математичні дослідження щодо законів рівноваги рідин, аналогічних електриці» (1833), «Про визначення зовнішнього і внутрішнього тяжіння еліпсоїдом неоднорідної густини» (1835), «Про розповсюдження хвиль у вузькому і дрібному каналі» (1837), «Про відображення і заломлення звуку»(1838), «Про закони відбиття і заломлення світла на поверхні, що розділяє два некристалічні середовища» (1838), «Про розповсюдження хвиль у каналі» (1839), «Додаток до мемуарів № 6», «Про розповсюдження світла в кристалічних середовищах» (1839), «Дослідження про коливання маятника в рідині» (1833).
Найбільшою заслугою Гріна є виведення основної теореми теорії потенціальних функцій і відкриття особливого методу виводу диференціальних рівнянь теорії пружності. Власне термін «потенціальна функція» вперше зустрічається у першій роботі Ґріна, хоча поняття про цю функцію зустрічається ще у Лапласа в його небесної механіки, а потім у Пуассона в його мемуарах про розподіл електрики на кулях і сфероїдальних провідниках.